# Fall Munch

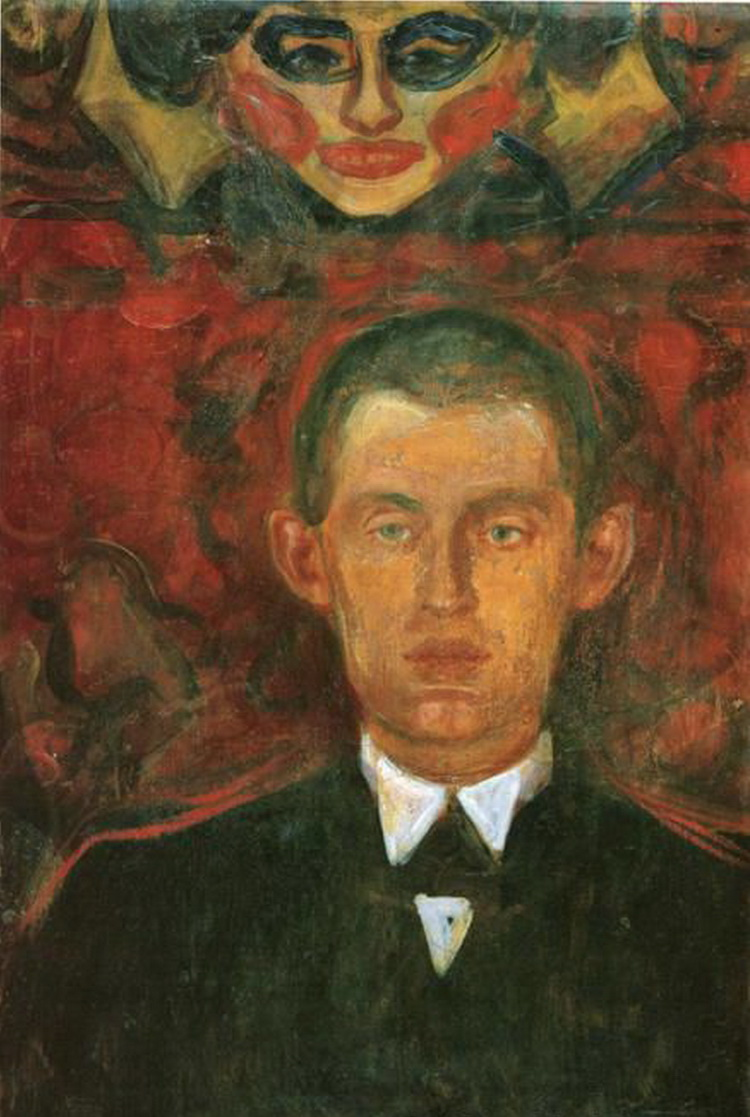
Edvard Munch: Selbstporträt unter der Maske einer Frau (1893). Munch-Museum Oslo

Der Fall Munch (auch Munch-Affäre oder Munch-Skandal, norwegisch Affæren Munch) spielte eine Schlüsselrolle in der Geschichte der Moderne der Bildenden Künste in Deutschland. „Kaum ein anderes Kunstereignis der Kaiserzeit wurde in den Feuilletons so leidenschaftlich diskutiert wie der Fall Munch.“ (nach Wertung Wilfried Dürkoops). Der junge norwegische Maler Edvard Munch hatte noch keine Käufer für seine Bilder gefunden, als ihn 1892 der Verein Berliner Künstler zu einer großen Einzelausstellung einlud. Munchs erste Ausstellung in Berlin fand im „Architektenhaus“ in der Wilhelmstraße 92 statt. Sie wurde mit 55 Bildern am 5. November 1892 eröffnet und endete mit einem grausigen „succès de scandal“.
Die Munch-Ausstellung verursachte den größten Skandal, den die Kunstwelt in Deutschland bis dahin erlebt hatte. Das Publikum und die älteren Maler fassten Munchs Bilder als anarchistische Provokation auf, und die Ausstellung wurde auf Betreiben Anton von Werners, des Direktors der Königlichen Hochschule der bildenden Künste, schon am 12. November 1892 im Protest geschlossen. Doch mit den Attacken gegen die Munch-Ausstellung in der konservativen Öffentlichkeit fing man in Berlin „endlich an, sich auf die neueren internationalen Kunstbestrebungen aufmerksam zu machen und seinen Kunstmarkt für sie zu öffnen.“ Damit wird der sogenannte „Munch-Skandal“ des Jahres 1892 in der deutschen Kunstgeschichte als die „Geburtsstunde der Moderne“ angesehen.

## Vorgeschichte: Die Internationale Kunstausstellung 1891

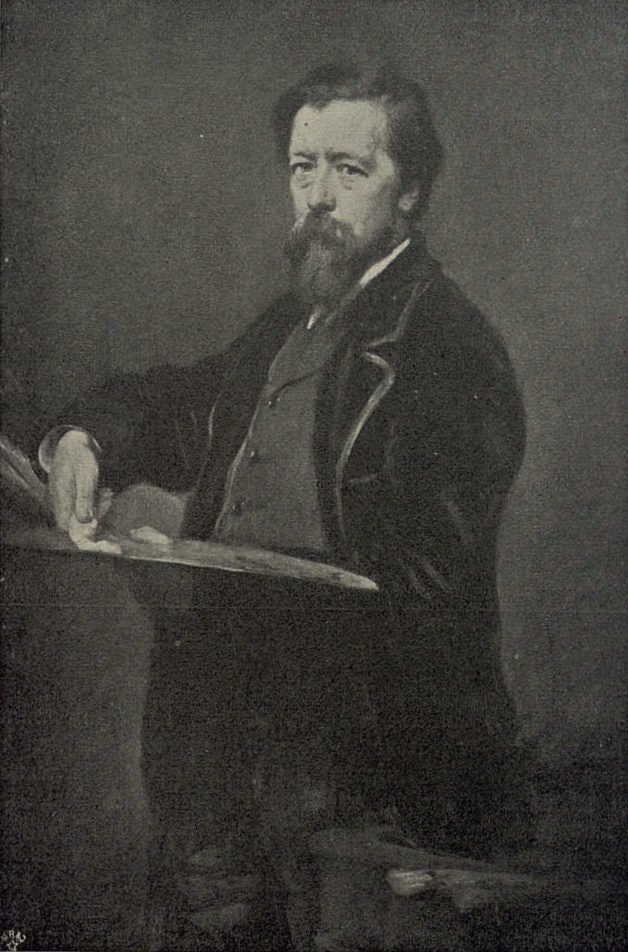
Anton von Werner, Portrait von Max Koner (1896)

Im Jahr 1891 organisierte der Verein Berliner Künstler, dessen Vorsitzender Anton von Werner war, eine Internationale Kunstausstellung in Berlin. In seiner Rolle als „bedeutender regressiver Kunstpolitiker, der mit der Unterstützung Kaiser Wilhelms II. gegen die Kunst der Moderne jahrzehntelang energisch kämpfte“, hatte Werner großen Einfluss auf die Auswahl der Werke. Die circa 5000 Arbeiten stammten von in Deutschland lebenden und arbeitenden Künstlern.
Um die titelgebende „Internationalität“ abzusichern, hatte sich Werner mit Hilfe privater Beziehungen und Einladungen auch um die Teilnahme französischer und norwegischer Künstler bemüht. So reiste die Kaiserin Friedrich nach Paris, um die Teilnahme französischer Künstler zu erreichen. Doch „durch ungeschicktes Verhalten“ der Kaiserin bekam das Unternehmen „den Charakter einer offiziellen preußischen bzw. kaiserlich-deutschen Ausstellung.“ Nicht nur die Franzosen hatten sich geweigert, an der am 1. Mai 1891 feierlich eröffneten Ausstellung teilzunehmen, auch die Mehrzahl der norwegischen Künstler hatte abgesagt. Dazu trugen vor allem „die persönlichen Entscheidungen und Kunstanschauungen Werners bei“, so der Kunsthistoriker Reinhold Heller.

Otto Sinding (1895)

Norwegens Kommission, die aus den bekanntesten jüngeren Künstlern des Landes bestand, darunter Christian Krohg, Frits Thaulow und Erik Werenskiold, benannte als deren Vertreter in Berlin den Maler Otto Sinding. Der Vorsitz des Vereins Bildender Künstler hatte die Kommission und Sinding anerkannt; daraufhin schickte man 55 Exponate nach Berlin. Kurz vor der geplanten Eröffnung der Ausstellung zog Werner – ohne einen Grund für seine Entscheidung zu nennen – die Anerkennung Sindings zurück. Werner hatte zuvor durch den in Berlin lebenden und mit ihm befreundeten Maler Hans Dahl einen Bericht zugesandt bekommen, in dem Sinding als Anführer einer Clique von „anarchistischen Impressionisten“ beschrieben wurde, die das Kunstleben in Norwegen kontrolliere und alle Künstler unterdrücke, die nicht ihren künstlerischen Ansichten folgten.
Daraufhin ermächtigte Werner seinen Freund Dahl, eine neue Auswahl an Arbeiten norwegischer Kunst zu treffen. Dieser lud 22 weitere Maler ein, meist in der konservativen Ausrichtung der populären Landschafts- und Marinemalerei. Dies führte schließlich zur Absage des norwegischen Komitees, in dem es von der Verantwortung für die Repräsentation ihres Landes zurücktrat. Die ausgeladenen Maler schickten ihre Arbeiten daraufhin zur Internationalen Ausstellung nach München, die im Glaspalast stattfand.
Dort waren die Exponate der „jugendfrischen Nordländer“ die Sensation der Ausstellung; sie erhielten zahlreiche Auszeichnungen, mehr als jede andere ausländische Gruppe. Ein zeitgenössischer Kritiker lobte die „schlichteste, lyrische Poesie“; Cornelius Gurlitt, einer der wichtigsten Befürworter der Freilichtmalerei in Deutschland, schrieb:
„Durch einen Streit zwischen Ausstellern und Leitung ist das Erscheinen der jüngeren norwegischen Schule [in Berlin] verhindert worden. Wer die Ausstellung wohl sehen wollte, hat sie entschieden vermißt. Denn die Norweger gehören in der Dichtung wie in der Malerei zu den fortschrittlichsten Realisten, die mit rascher Entschlossenheit sich dem Neuen zuwenden.“
Gurlitt lobte die Kunstauffassung der jungen Norweger, in deren Werken „der menschlichen Natur schärfer nachgegangen“ werde, das „schönheitliche Mäntelchen werde abgerissen, um sie zu zeigen, wie sie ist“. Gurlitt hob hervor, dass sich dadurch nur derjenige verletzt fühlen könne, „welcher belogen zu sein wünscht, oder an dem Menschentum, wie es ist, verzweifelt“.

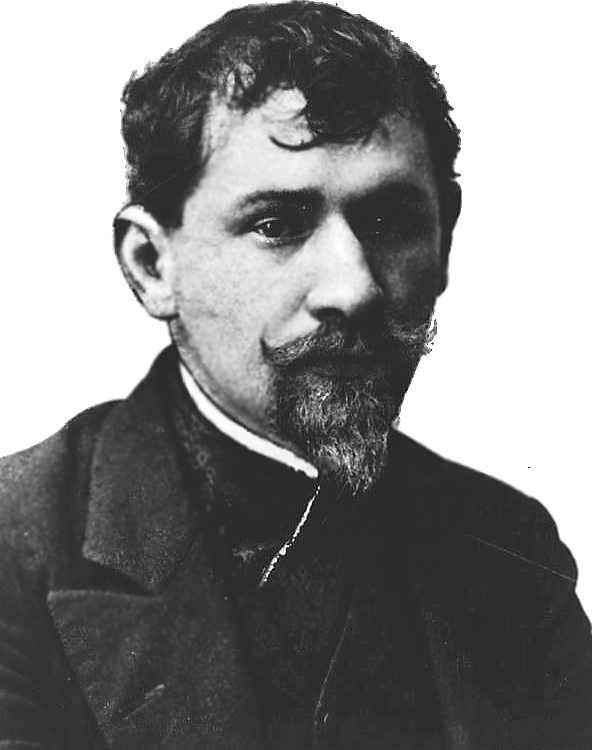
Stanisław Przybyszewski

„Alles, wenn es nur aus Skandinavien stammte, wurde mit kritiklosem Enthusiasmus aufgenommen; das ging so weit, dass totgeschwiegene deutsche Künstler wie Arno Holz und Johannes Schlaf ihre Werke, damit sie überhaupt erwähnt wurden, unter einem skandinavischen Pseudonym einschmuggelten“, erinnert sich der polnische Literat Stanislaw Przybyszewski, der zu dieser Zeit in Berlin lebte.
Hingegen erfuhr die Berliner Internationale Kunstausstellung viel Kritik; mit über 5000 gezeigten Kunstwerken war sie „unübersichtlicher als je zuvor. Das qualitativ Gute und Beachtenswerte wurde von einer überwältigenden Fülle an Trivialitäten zur Seite gedrückt.“ Der Kunstkritiker Karl Scheffler wütete:
„Die Kunstausstellung als Unterhaltungs- und Bildungsmittel, die Verquickung von Kunst, Biermusik und Liebesmarkt, die Profanisierung, Proletarisierung und Theatraliserung der Kunst: das ist ganz im Geiste des neuen Berlin.“
Schon aus dieser Sichtweise heraus schien zu Beginn der 1890er-Jahre das Entstehen oppositioneller Künstlergruppen eine absolute Notwendigkeit zu sein; der Skandal um die Munch-Ausstellung im folgenden Jahr sollte diese Entwicklung noch befördern, da er die Gegensätze in der Berliner Künstlerschaft noch verschärfte.

## Veränderungen im Verein Berliner Künstler

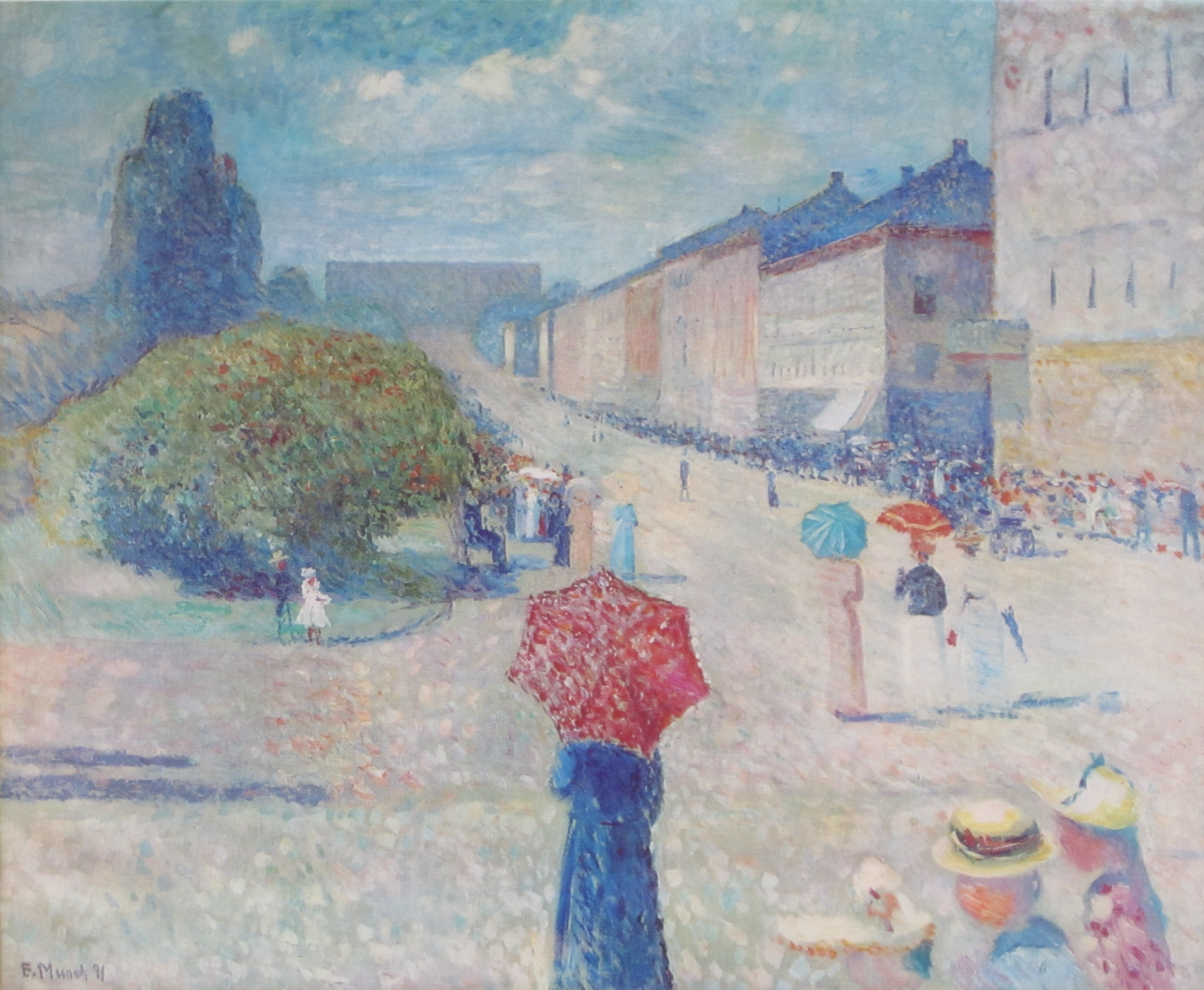
Munchs Bild Frühling auf der Johan Karl Straße wurde möglicherweise auf der Münchner Ausstellung 1891 gezeigt.

Der Ausschluss jüngerer norwegischen Künstler von der Berliner Internationalen Kunstausstellung führte zu Bestrebungen jüngerer Mitglieder, den Verein Berliner Künstler zu reformieren. Anton von Werner konnte zwar bei der Wahl Anfang Januar 1892 seinen Posten als Vorsitzender behalten, doch die mit ihm neu gewählte Ausstellungskommission beabsichtigte, die künftigen Vereinsausstellungen auch neueren Kunstrichtungen zu öffnen und in Sonderausstellungen auch internationale Entwicklungen zu berücksichtigen. So stellte man Landschaftsbilder der Glasgow Boys (u. a. Thomas Austin Brown, James Paterson, Macaulay Stevenson) aus, die 1890 in München mit ihren „träumerischen Stimmungslandschaften und symbolistischen Figurenbildern“ große Anerkennung und Bewunderung erfahren hatten. Reinhold Heller mutmaßt, dass mit der Ausstellung der Glasgow Boys seitens des Vereins Berliner Künstler der Versuch unternommen wurde, nicht mehr „abhängig von den Einsichten und Entdeckungen anderer“ Veranstalter und Galeristen zu sein; „nun wollte man auch in Berlin einen Künstler vorstellen, der bisher nur durch die Entsendung von drei Bildern für die Münchner Glaspalast-Ausstellung 1891 (Jahresausstellung von Kunstwerken aller Art) bekannt geworden war“.
„Der junge Edward Munch hatte zu den im Vorjahr boykottierten norwegischen Malern gehört, weshalb seine Einladung vielleicht auch eine Art Wiedergutmachung für Werners und Dahls Umgang mit den norwegischen Künstlern war,“ schrieb Heller. „Zweifel an der Qualität seiner Bilder hegte man nicht, denn die Empfehlung kam von Eilert Adelsteen Normann, einem hoch angesehenen Vereinsmitglied, der mit seinen realistischen Fjordlandschaften in Deutschland großen Erfolg hatte.“ Normann, der in Berlin und Düsseldorf wirkte, war Mitglied der Ausstellungskommission des Vereins Berliner Künstler. Der Vorliebe für die skandinavische Kunst in dieser Ära hatte schließlich der 29-jährige Munch die Einladung nach Berlin zu verdanken. „Unterschrieben war sie von Anton von Werner als Vorsitzenden des Vereins Berliner Künstler. Er – wie fast alle Mitglieder der Ausstellungskommission, die sich einstimmig für Munch entschieden – kannte jedoch Munchs Bilder nicht.“ Wahrscheinlich erwartete man Freundliches und Idyllisches in der Art von Anders Zorn, Carl Larsson oder der Skagen-Maler, wie es für die skandinavische Kunst charakteristisch schien.
Edward Munch hatte von der Einladung durch Normann erfahren; dieser hatte bei seinem letzten Besuch in Norwegen 1892 eine Ausstellung mit Bildern des noch wenig bekannten Künstlers Munch gesehen, dessen Begabung er erkannte. Normann hatte darauf der Kommission vorgeschlagen, die neuesten Arbeiten Munchs auszustellen. „Ich bin deshalb so frei, bei Ihnen nachzufragen, sollten Sie nicht schon anderes über Ihre Bilder disponiert haben, ob Sie nicht bereit wären, sie hier auszustellen und welche Bedingungen Sie stellten.“

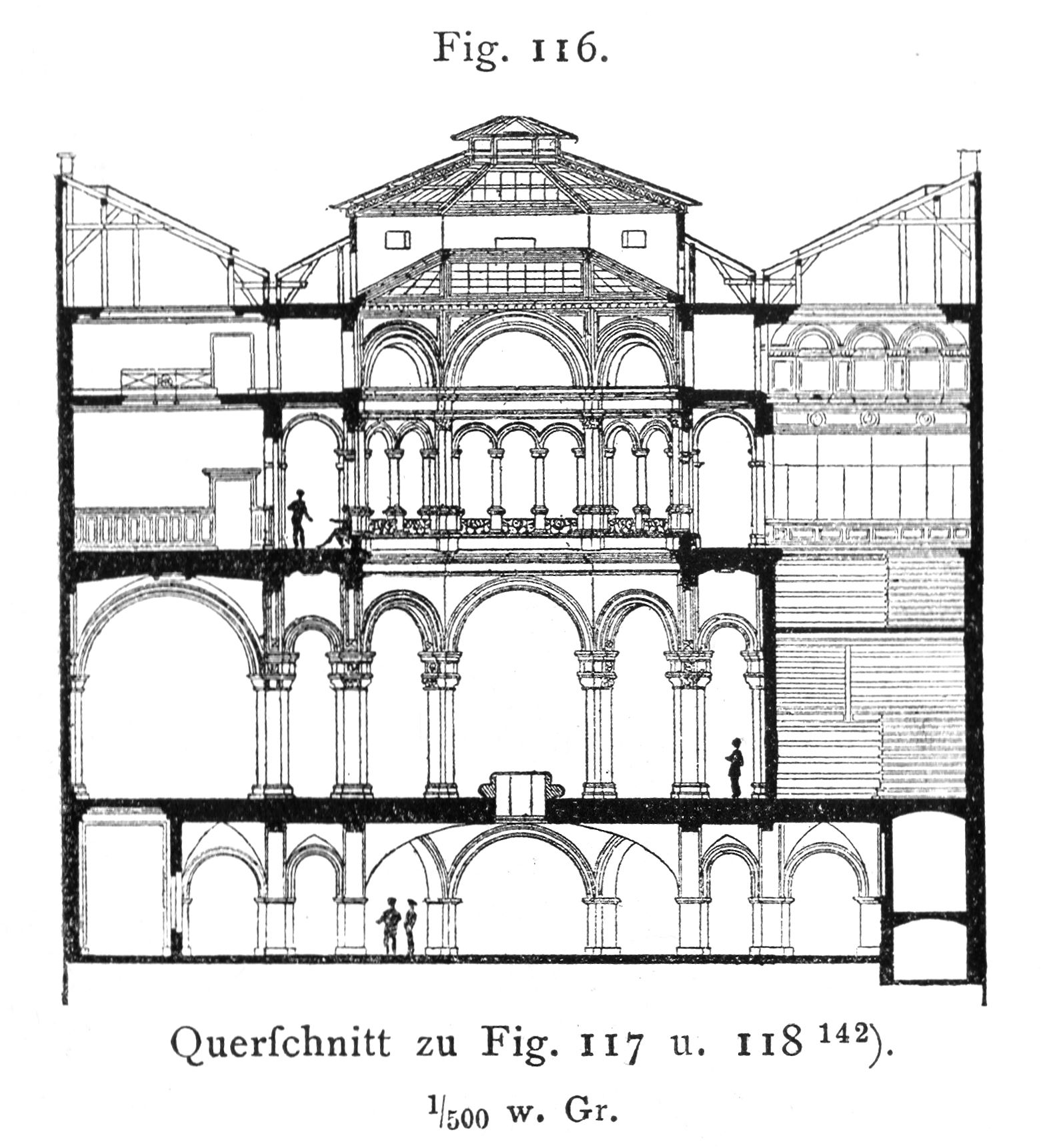
Haus des Architektenvereins in Berlin (Schnitt)

Auch der Münchner Maler Fritz von Uhde soll sich für Munch ausgesprochen haben; dieser sagte sofort zu, als er Normanns Brief erhalten hatte. „Für den jungen Munch, der hier zuhause nicht gerade viel Zuspruch fand, war diese Einladung der Reichshauptstadt eine Ehre und Aufmunterung,“ schrieb Jens Thiis, der spätere Direktor der norwegischen Nationalgalerie in Oslo. Annonciert wurde die Ausstellung als „Ibsen’sche Stimmungsbilder“, die 14 Tage, vom 5. bis zum 19. November dauern sollte. Ausstellungsraum war der frisch renovierte Ehrensaal in der Erdgeschoss-Rotunde des  „Architektenhauses“ in der Wilhelmstraße. Der Architekten-Verein zu Berlin veranstaltete dort regelmäßig Sonderausstellungen. Das 1876–77 von Wilhelm Böckmann errichtete Gebäude des Architekten-Vereins wurde 1934 abgebrochen.

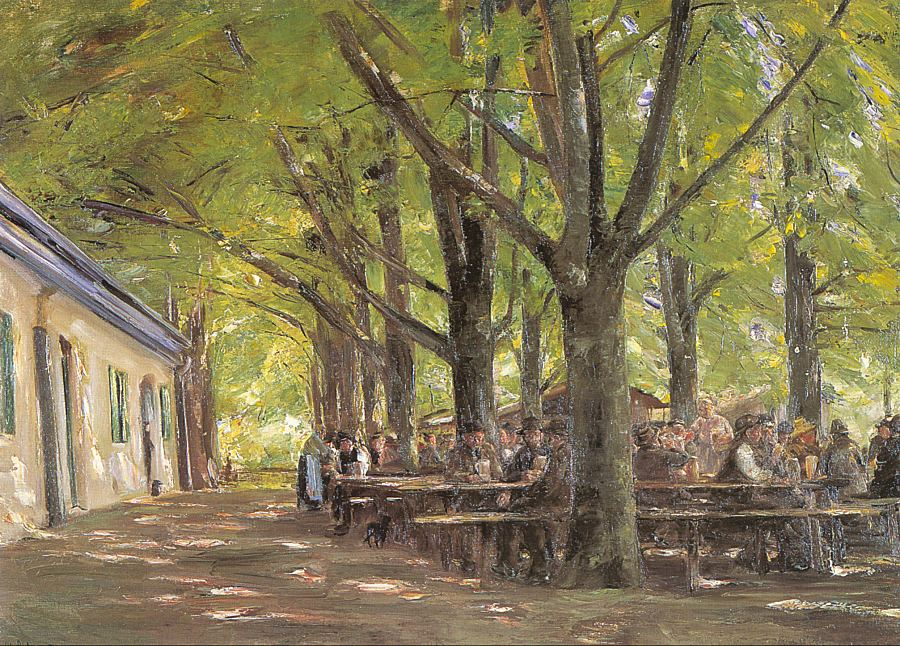
Max Liebermann: Brannenburger Biergarten, 1893

Munch hatte insgesamt 55 Bilder mit nach Berlin gebracht, „die seine künstlerische Entwicklung seit den 1880er-Jahren zeigten, eine Entwicklung, die im radikalen Realismus ihren Anfang nahm und in den neuesten Bildern den Einfluß des französischen Impressionismus und Neoimpressionismus vorstellte“, schrieb Reinhold Heller. „In diesen Werken waren Merkmale der neuesten avantgardistischen Pariser Kunstrichtungen zu sehen, die in ihrer Radikalität leicht alles übertrafen, was die fortschrittlichsten Berliner Künstler – etwa Max Liebermann und die anderen Mitglieder der neu gegründeten Künstlergruppe Vereinigung der XI – hervorbrachten; Werke, die auch zustimmende Kritiker als »als unserem Auge so ungewöhnlich, daß man sich auf den ersten Blick kaum in diesem bunten Farbenspiel von violetten und grünen Farbflecken zurechtfindet.«“
Neben Munchs Bildern aus seiner impressionistischen Phase, wie etwa Rue Lafayette, waren darunter Der Tag danach (1895), das Bildnis einer jungen Frau nach einer durgemachten Nacht, und Das kranke Kind, eines seiner frühen Hauptwerke. Nicht das Motiv brachte die Menschen auf, sondern das vielmalige Auftragen und Abkratzen der Farben, Munchs visuelle Umsetzung des Siechens und Sterbens eines Menschen.

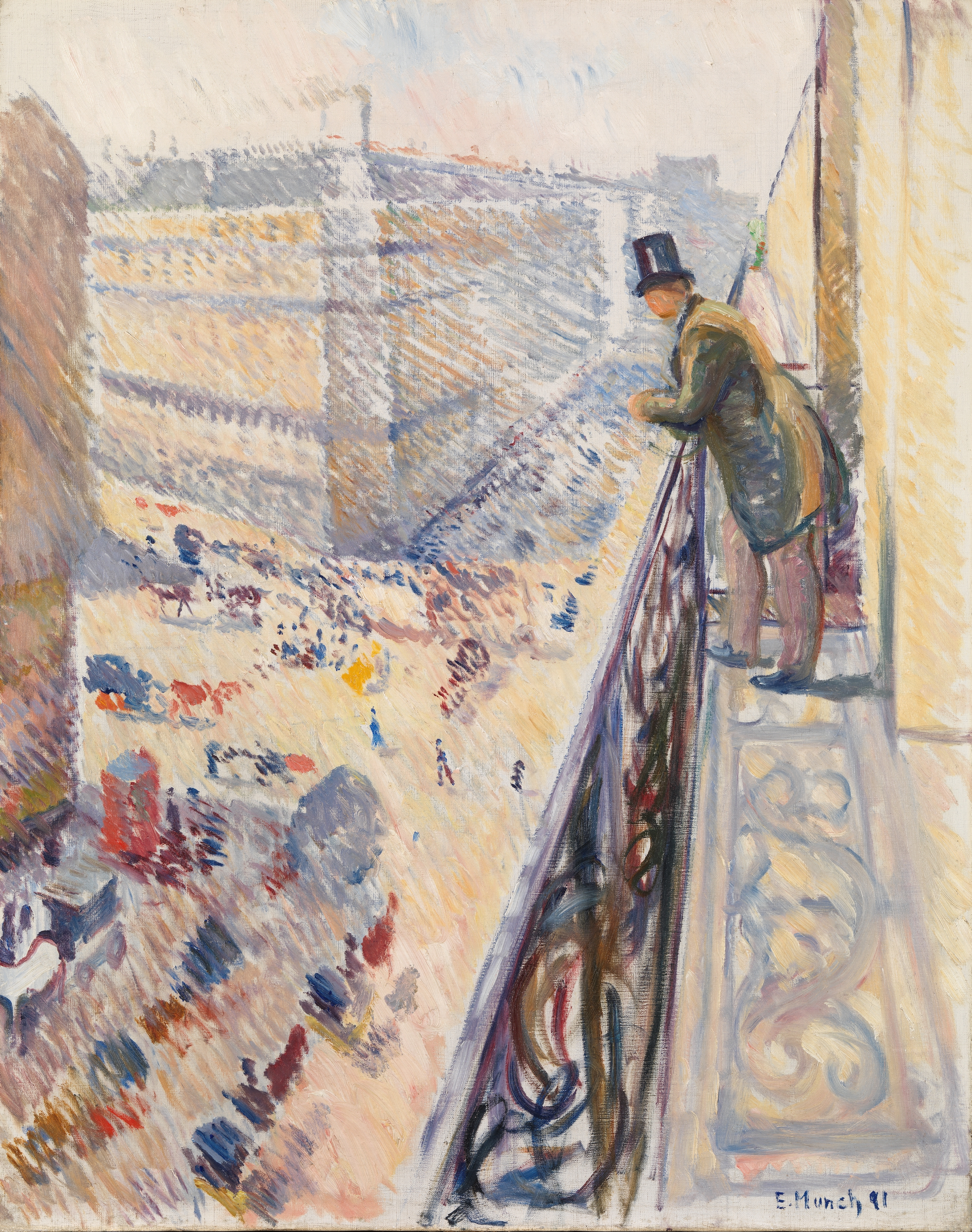
Rue Lafayette
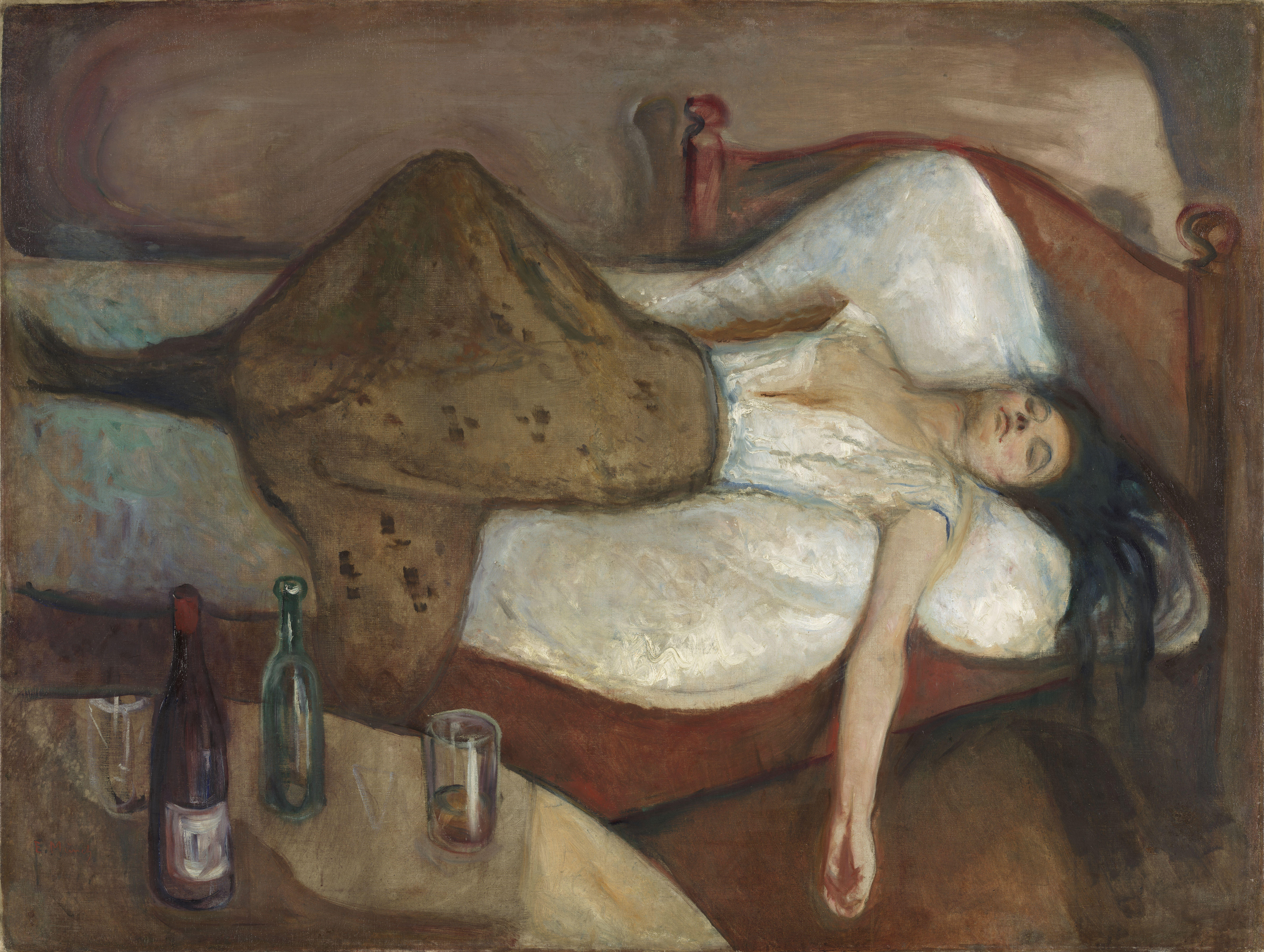
Der Tag danach
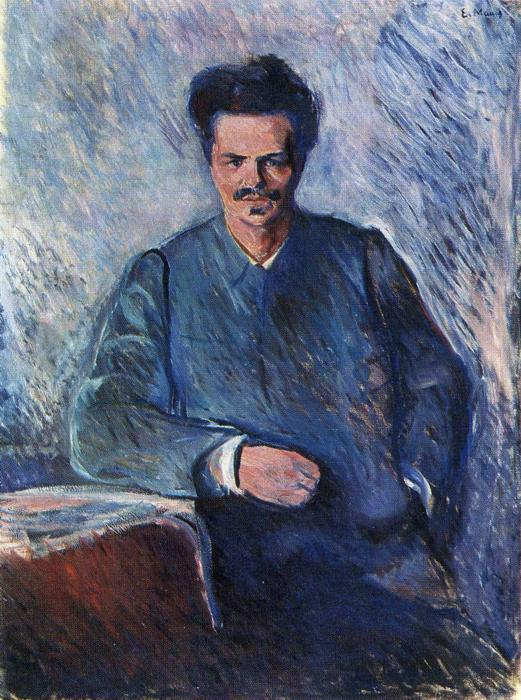
Porträt August Strindberg

## Der „Fall Munch“

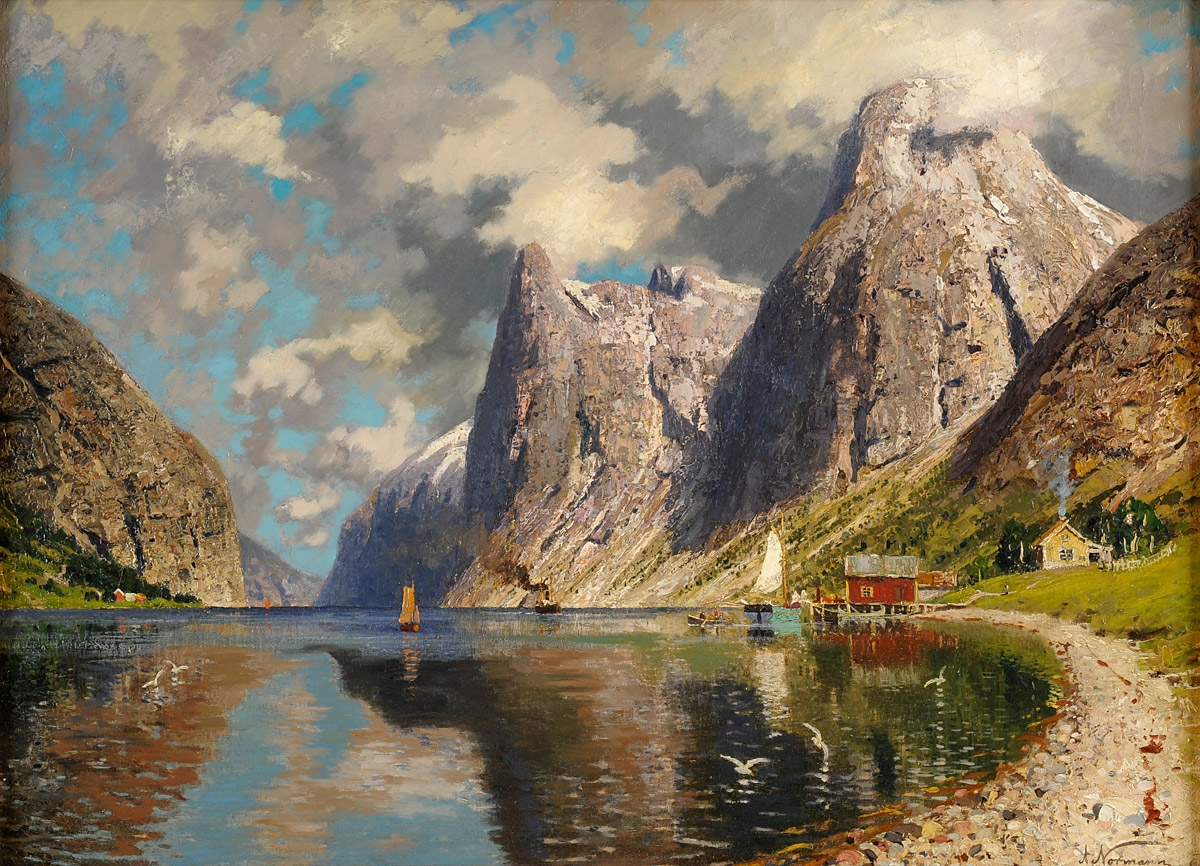
Adelsteen Normann: Sommer im Fjord. spätestens 1918

Der Titel „Ibsen’sche Stimmungsbilder“ ließ neue Darstellungen norwegischer Landschaften wie Berge und Fjorde erwarten, mit denen Maler wie Hans Dahl und Adelsteen Normann zu dieser Zeit kommerziell erfolgreich waren; doch schon bald war für alle Berliner Künstler und Besucher der Ausstellung erkennbar, dass „Munch nicht ein zahmer Stimmungsmaler war, sondern – wie es die Illustrirte Zeitung ausdrückte – »einer der verwegensten modernen Impressionisten, dessen Kunst jeder Tradition der älteren Richtungen Hohn spricht.«“ In der Kunstchronik, dem Beiblatt der Zeitschrift für bildende Kunst erklärte der Kunsthistoriker und Publizist Adolf Rosenberg:
„Was der Norweger in Bezug auf Formlosigkeit, Brutalität der Malerei, Roheit und Gemeinheit der Empfindung geleistet hatte, stellt alle Sünden der französischen und schottischen Impressionisten in den Schatten.“
Schon bald nach der Eröffnung schrieb Munch an seine Familie: „Ja, jetzt ist die Ausstellung eröffnet – und sie erweckt kolossales Ärgernis –  hier gibt es nämlich eine Masse älterer elendiger Maler, die über die neue Richtung rasend sind. – Die Zeitungen schimpfen entsetzlich – doch in einigen hat man mich gelobt. – Alle Jungen aber mögen meine Bilder sehr.“

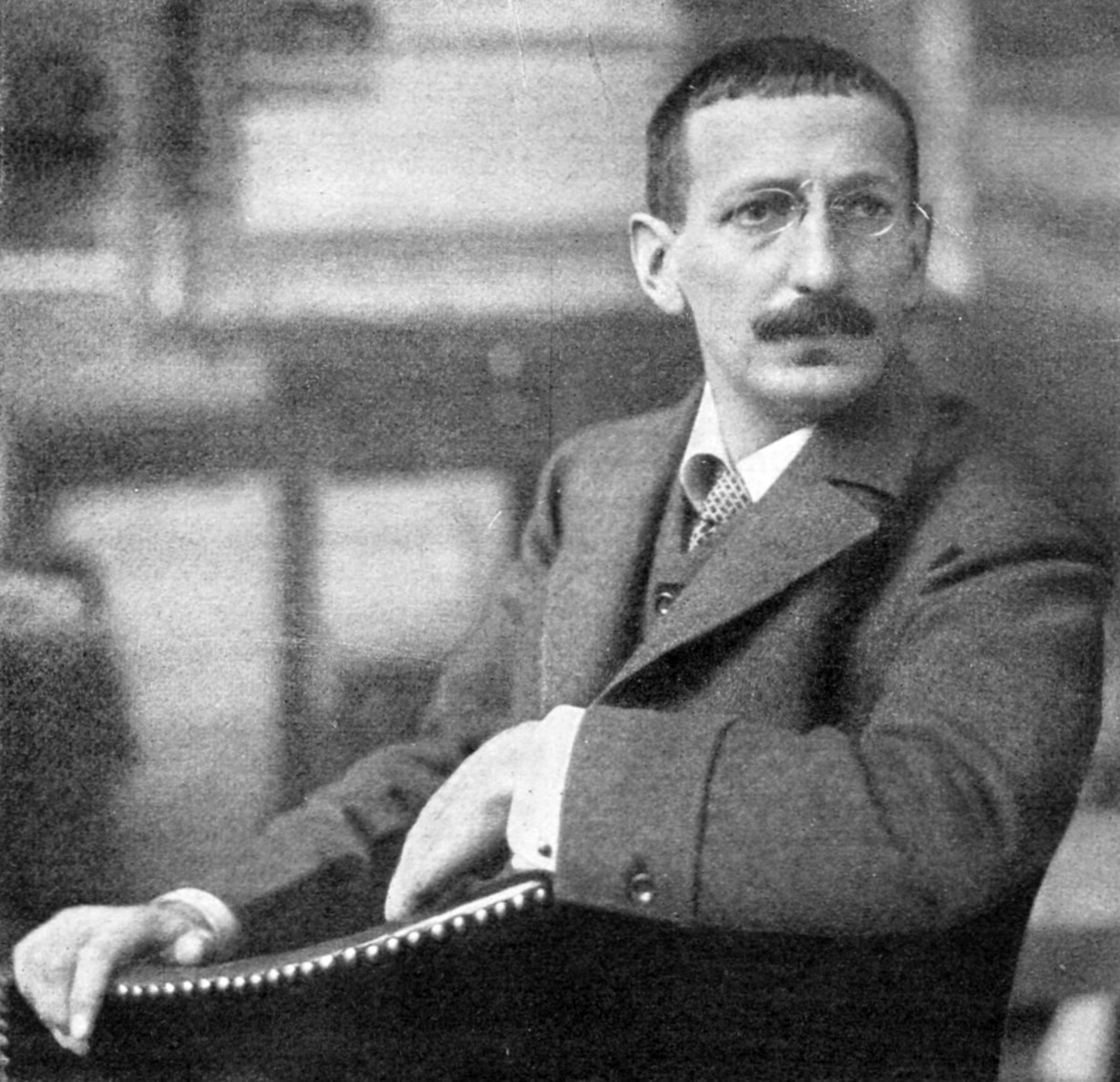
Letzte fotografische Aufnahme Walter Leistikows

Beim konservativen Flügel des Vereins lösten Munchs Werke einen Schock aus. Der Bildhauer Max Kruse schrieb über die Ereignisse vom 5. November 1892: „Wir hatten Edvard Munch zu einer Ausstellung eingeladen. Aber von dem Ausbruch der Entrüstung, ja Wut, bei den alten Herren hatten wir uns keine Vorstellung gemacht.“ in der „Freien Bühne“ schrieb ein Walter Selber in bitter-ironischer Absicht: „Das soll Kunst sein! O Elend, Elend! Das war ja anders als wir es malen, das war neu, fremd, abstoßend, hässlich, gemein! Hinaus mit den Bildern, raus, raus!“ Hinter dem Pseudonym verbarg sich der impressionistische Maler Walter Leistikow.
Sowohl in der deutschen Presse als auch im Berliner Künstlerverein entstand eine lebhafte Diskussion darüber, „ob auch ein traditionsverneinender »Impressionist« ein Recht habe, im Verein auszustellen, oder ob seine »Schmierwerke« nicht eine solche »Kränkung all’ jener ehrlich strebenden Künstler, denen [...] Licht und Raum geraubt wird« seien, daß man berechtigt wäre die Ausstellung zu schließen, um dadurch auch das Publikum nicht weiter zu beleidigen.“
Kurz nachdem sie die Ausstellung gesehen hatten, stürzten die Vereinsvorstände in den Versammlungssaal zurück, und „Anton von Werner erklärte die Ausstellung als einen Hohn für die Kunst, als Schweinerei und Gemeinheit, für geschlossen“. Doch es stand nicht in Werners Macht, die Munch-Ausstellung sofort nach ihrer Eröffnung wieder zu schließen. Dagegen gab es im Verein Widerstand, vor allem unter den jüngeren Mitgliedern. „Allerdings weniger, weil man sich für Munch begeisterte. Es ging um die Freiheit eines jeden Künstlers, eigene, auch unkonventionelle Wege zu beschreiten.“  Die Statuten standen einer sofortigen Schließung entgegen und so wurde eine außerordentliche Vollversammlung einberufen.
In jener „tumultösen“ Generalversammlung forderten 23 Künstler, unter ihnen Hermann Eschke, Wilhelm Streckfuß, Emil Hundrieser und Louis Douzette, die Rotunde sofort zu schließen und „»zwar aus Hochachtung vor dem ehrlichem künstlerischen Streben in dem gewiß berechtigten Wunsche, den Verein Berliner Künste vor dem Verdachte seiner nicht würdiger Unternehmung zu bewahren«“
In einem Gegenantrag, den 30 Künstler unter Führung von Karl Breitbach, Karl Köpping, Otto Brausewetter und August von Heyden, einbrachten, wurde gefordert, die Ausstellungs-Kommission möge durch eine andere ersetzt werden. In der Abstimmung konnte sich Werner, der als Versammlungsleiter nicht abgestimmt hatte, durchsetzen; mit 120 gegen 105 Stimmen wurde der Antrag der Gruppe um Hermann Eschke angenommen und die Schließung der Ausstellung beschlossen. Daraufhin wurden die Arbeiten Munchs innerhalb weniger Tage entfernt.

## Munchs Kunst in der Rezension der Kunstkritik und der Hauptstadtpresse um 1892
In der Diskussion im „Fall Munch“ wurde „Impressionismus“ als Schimpfwort verwendet und mit Anarchismus auf eine Stufe gestellt – „ohne daß man sich mit den eigentlichen Anliegen der Freilichtmalerei beschäftigte.“ Auch Munchs Bilder wurden nur kurz besprochen, „meistens ablehnend oder spottend“; man sprach lediglich für Munch, „um das Recht aller Künstler auf Ausstellung zu schützen – »in der Kunst hat jeder ein Recht, seine Meinung frei zu äußern«“, forderte Theodor Wolff im Berliner Tageblatt.
Was die konservativen Malerkollegen erbost hatte, waren weniger Munchs Motive, wie etwa „Das kranke Kind“ (1885/86), als seine Malweise, so der Kunsthistoriker Uwe M. Schneede:
„Wieder und wieder hat Munch das pastige, dickflüssige Material abgeschabt und neues aufgetragen. Die Schichtungen verunklären die Farbe. So ist das Weiß des Kissens hier auf die darunterliegende Farbe aufgetragen, dort farbig übermalt, in jedem Fall nur als ein gebrochenes vorhanden. Das Bild ist also voller Farbe, aber die Brechungen verleihen ihm einen grauen Schleier.“
Auch die Presse des Kaiserreichs bezog Position zu Munchs Kunst und zu den avantgardistischen Strömungen der wilhelmischen Ära. Als Beispiel für die damalige Entrüstung über die „Anstreicherarbeiten“ Munchs wird häufig der Berliner Kunstkritiker Adolf Rosenberg zitiert, der sich, angewidert von der Ausstellung, in der konservativen Tageszeitung Die Post unter anderem über die „Roheit und Gemeinheit der Empfindung“ sowie die „Formlosigkeit und Brutalität der Malerei“ ausließ.
Demgegenüber verteidigte der Journalist Theodor Wolff im liberalen Berliner Tageblatt die „melancholische Stimmung“ in Munchs Arbeiten und kritisierte vehement im Namen der künstlerischen Freiheit das repressive Vorgehen des Künstlervereins. Neben diesen beiden Extrempositionen fanden sich in den meisten der Berliner Rezensionen der Bilder Munchs 1892 die häufig wiederkehrenden Rubrizierungen von Munchs Kunst unter die Kategorien des Häßlichen, Fragmentarischen und Nationalen. Gerade an dessen jüngsten Bildern, die einem radikalen Subjektivitätskonzept folgten, schieden sich die Geister der Presse, aber nicht unbedingt nach herkömmlichen kulturpolitischen Mustern. Wie Krisch zeigt, überkreuzten sich immer wieder kulturpolitische und ästhetische Gesichtspunkte, so Monika Krisch in ihrer Analyse der Zeitungskritik im Zuge der Munch-Affäre. Krisch nennt hier ein Beispiel: In der Ablehnung des Häßlichen in der modernen Kunst standen zwei politisch ansonsten entgegengesetzte Zeitungen Seite an Seite: die liberal-demokratische Vossische Zeitung und die monarchistisch-konservative Kreuzzeitung.
Im Zuge der Munch-Affäre äußerten sich zu der Zeit vielgelesene Journalisten wie Ludwig Pietsch, Georg Voß, Helene Vollmar, Reinhold Schlingmann, Hans Schliepmann und andere. Dabei war die ästhetische Position eines Kritikers von seiner politischen zu unterscheiden. Monika Krisch zufolge gab es bei der ersten Reaktion auf die Bilder Munchs in Deutschland keine Einheitsetiketten, die ein „liberales“ oder „konservatives“ Lager der Journalisten ausweisen.
Mit Munch und der Stimmung gegen seine Ausstellung „zog das Urteil der »Entartung« über die Moderne Kunst und ihre Künstler, das 45 Jahre später seine tragischsten Folgen in den Aktionen gegen »Entartete Kunst« haben sollte, in den Wortschatz der deutschen Kunstkritik ein“, schrieb Reinhold Heller.

## Versuch der Spaltung des Vereins Berliner Künstler

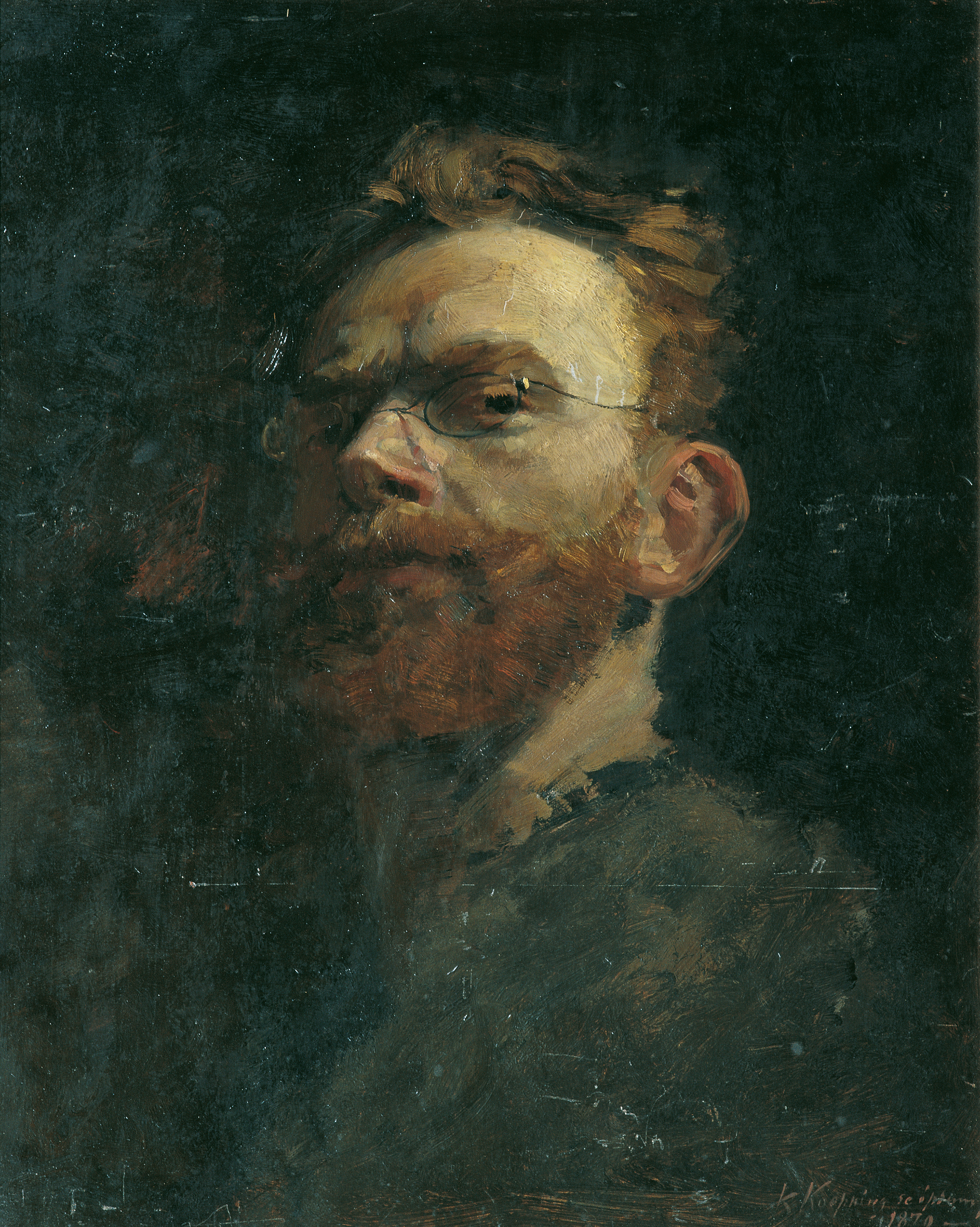
Karl Köpping Selbstbildnis (1879)- Österreichische Galerie Belvedere

Die hitzige Auseinandersetzung im „Fall Munch“ führte fast zur Spaltung des Vereins. Unmittelbar nach der Abstimmung verließen um die 80 Mitglieder um Karl Köpping den Saal und gründeten am selben Abend eine Secession, die „Freie Vereinigung Berliner Künstler“.
Am 14. November 1892 schickte die neue freie Künstler-Vereinigung an alle Mitglieder des Vereins Berliner Künstler ein von 18 Künstlern unterzeichnetes Rundschreiben, in dem sie ihren Schritt rechtfertigte und um weitere unterstützende Unterschriften bat:

„Wir wurden bei unserer Stimmabgabe von dem Gedanken geleitet, daß Herr Munch von einer durch den Verein Berliner Künstler frei gewählten Commission zur Ausstellung eingeladen, als vom Verein selbst eingeladen betrachtet werden muß, und deshalb verurteilen wir, ohne zu den in den Munch’schen  Bildern ausgesprochenen Kunstrichtung irgendeine Stellung zu nehmen, die Schließung der Ausstellung als eine dem üblichen Anstand zuwiderlaufende Maßnahme. Uns liegt daran, mit möglichst großem Nachdruck dieses vor der Öffentlichkeit zu bedenken, falls es nöthig sein sollte.“

Schon vor der Schließung der Munch-Ausstellung hatte sich die Vereinigung der XI (u. a. Walter Leistikow, Hans Herrmann und Ludwig von Hofmann) später u. a. Max Liebermann, Max Klinger gebildet, um auf privater Basis junge neue Künstler zu fördern. Sie blieben aber weiterhin im Verein Berliner Künstler, vor allem, um ihre Ausstellungsmöglichkeiten nicht zu schmälern. Letztlich unterstützten nur 155 Vereinsmitglieder das Rundschreiben öffentlich; in der Folge bemühte man sich in der Gruppe um Köpping um Deeskalation. In einem neuen Schreiben wurde darauf hingewiesen, dass durch die Mitgliedschaft „in der freien Künstler-Vereinigung die Stellung des Einzelnen zu dem Verein Berliner Künstler in keiner Weise beeinflußt wäre“. „Den Mut, einen alternativen Künstlerverein zu gründen und neue Werte in der Kunst zu propagieren,“ meinte Reinhold Heller, „hatten die Künstler Berlins noch nicht.“ Dennoch legten aus Protest gegen das Vorgehen ihres Direktors die Akademie-Professoren Franz Skarbina, August von Heyden und Hugo Vogel ihr Lehramt nieder. Am 3. Januar 1893 wählten die Berliner Künstler Anton von Werner erneut zum Vorsitzenden ihres Vereins. „Es schien sich wenig geändert zu haben.“

## Die Folgen des „Fall Munch“

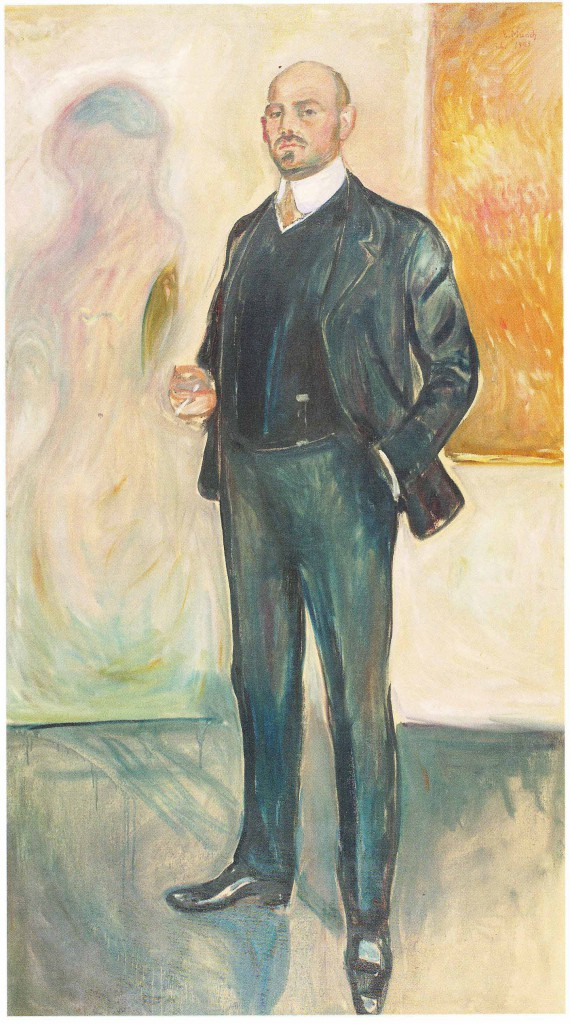
Porträt Walter Rathenau von Edvard Munch, Stadtmuseum Berlin (1907).

Edvard Munch selbst, der noch in Oslo empfindlich auf Kritik an seinen Arbeiten reagiert hatte, schrieb nach dem Berliner Skandal nach Hause, er würde diesen ganzen Lärm um die geschlossene Ausstellung äußerst amüsant finden. Zahllose Zeitungsartikel waren erschienen, Kunsthändler kontaktierten ihn, seine Bilder wurden in Düsseldorf und Köln gezeigt. Munch war auf einmal ein bekannter Künstler, doch verkauft hat er kaum ein Bild.  Edvard Munch:
„Die Zeit der Bohème kam mit ihrer freien Liebe – Gott und alles stürzte zusammen – alle rasten in einem wilden wahnsinnigen Tanz des Lebens.“
Munch entschied sich schließlich, seinen Wohnsitz nach Berlin zu verlegen und mietete ein kleines Atelier. Rund 20 Jahre sollte er in Deutschland bleiben. Im Lokal „Zum schwarzen Ferkel“ traf er sich im Zirkel von Schriftstellern, Künstlern und Wissenschaftlern um die Schriftsteller August Strindberg und Stanisław Przybyszewski.
Zugang zu Munchs Bildern fand sich eher im Kreis der Berliner Literatur, „die der bildenden Kunst in der Entwicklung naturalistischer, aber auch nachnaturalistischer Richtungen weit voraus war.“ Doch unterstützten ihn auch einige Sammler wie der Lübecker Arzt Max Linde; der Industrielle Walther Rathenau und der Schriftsteller Harry Graf Kessler ließen sich von ihm malen. Heute gilt Munch nicht nur als Wegbereiter des Expressionismus, sondern als Künstler, dessen um Einsamkeit, Leben und Tod kreisendes Werk die Menschen immer noch bewegt.
Trotz des Skandals wurden Munchs Bilder in einer Wanderausstellung nach Düsseldorf und Köln zum Galeristen Eduard Schulte geschickt, die dann zum Abschluss in den Equitable-Palast nach Berlin zurückkehrten. In der Friedrichstraße 59–60 mietete er Räumlichkeiten, um ein Porträt August Strindbergs und mehrere Zeichnungen auszustellen. Doch trotz Einnahmen durch Eintrittsgelder hatte er hohe Kosten; „ich habe dich gehofft, mehr als die 35 Kronen, die ich neulich Tante schickte, schicken zu können“, schrieb er am 20. Januar 1893 an seine Schwester Inger Munch.
Nach Ansicht Reinhold Hellers führten die Angriffe gegen die Munch-Ausstellung in Medien und im Kunstverein dazu, dass eine interessierte Öffentlichkeit an Sammlern, Literaten und Kulturschaffenden in Berlin begann, auf die neueren internationalen Kunstbestrebungen aufmerksam zu werden und den Berliner Kunstmarkt für sie zu öffnen. „Bewußt oder nicht, gewollt oder nicht, für beide Entwicklungen war Anton von Werner durch seine Opposition gegen die ‚Sudeleien‘ der norwegischen und anderer Impressionisten, dabei besonders Munch direkt verantwortlich“, lautet Hellers Fazit. Der Maler Lovis Corinth wertete:
„Die Alten hatten einen Pyrrhussieg zu verzeichnen, indem sie das Ärgernis hinaus warfen und einstweilen weiterwursteln konnten. Die Jungen konnten ihren Hass gegen die Reaktion verstärken und sich in ein noch helleres Licht als Märtyrer der Kunst setzen, und das Karnickel, um das die ganze Balgerei ging, Edvard Munch, hatte den allergrößten Vorteil; er war urplötzlich der berühmteste Mann im ganzen Deutschen Reich“.
Der Fall Munch wurde in den Feuilletons so heftig diskutiert, wie kaum ein anderes künstlerisches Ereignis der Kaiserzeit. Während sich Künstler gegen das Vorgehen des Vereins stellten, sich aber auch von den Werken distanzierten, gingen Teile der liberalen Presse noch weiter. Theodor Wolff, der spätere Chefredakteur des Berliner Tageblatt, schrieb noch am Tag der außerordentlichen Vereinsversammlung einen flammenden Artikel, der nicht nur Munch, sondern die künstlerische Freiheit als solche verteidigte.

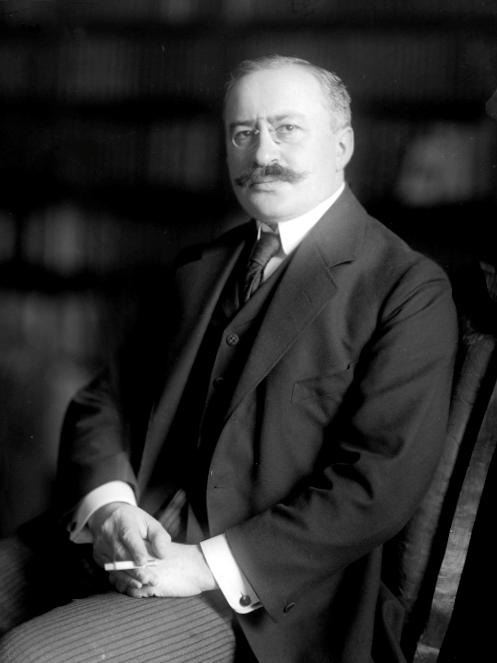
Theodor Wolff (1913)

„Es fällt mir nicht ein, diesem Besserwissenden mit meiner laienhaften Unerfahrenheit ins Handwerk pfuschen zu wollen, und gerne verberge ich die höhere Meinung von dieses Künstlers Können, zu der ich in der kleinen Rotunde des Vereinshauses gelangte, in der tiefsten Tiefe meines Herzens. Ich ging – warum sollte ich es leugnen und mich besser machen,als ich nun einmal bin? – in diese Rotunde, um zu lachen. – Aber bei allen Heiligen sei’s bekundet, ich habe nicht gelacht. Es ist ganz anders gekommen, als ich geglaubt hatte. Denn zwischen gar manchen Schrullen und  wahren Scheußlichkeiten glaubte ich feine, überzarte Stimmungen zu sehen – in dunklen, monddurchfluteten Zimmern, auf einsamen Feldwegen, in verschwiegenen norwegischen Sommernächten – ich glaubte das Athmen stiller, melancholischer, sonderbarer Menschen zu hören, die nachtwanderisch und wortlos, den schweren Kampf in der Brust verbergend, über ödes Strandgeröll dahinschreiten. Und ich lache nicht –“

Zu den Bewunderern seiner Kunst gehörten Literaten und Künstler aus dem Kreis des „Schwarzen Ferkel“, jenem Stammlokal der Bohème, in dem sich neben Munch etwa August Strindberg, der schwedische Schriftsteller Ola Hansson, der Lyriker Richard Dehmel, der polnische Dichter Stanisław Przybyszewski und der Kunsthistoriker Julius Meier-Graefe trafen, und der zum Ausgangspunkt einer ersten modernen Avantgarde der Stadt Berlin wurde.
In einem Artikel über Munchs Kunst interpretierte Przybyszewski diese als „radikalen Individualismus“. Er beschrieb die Malweise des Künstlers als Darstellung „subtilste[r] Seelenvorgänge unabhängig von jeder Gehirntätigkeit“, was als Vorwegnahme der Idee der surrealistischen Écriture automatique gelten kann.

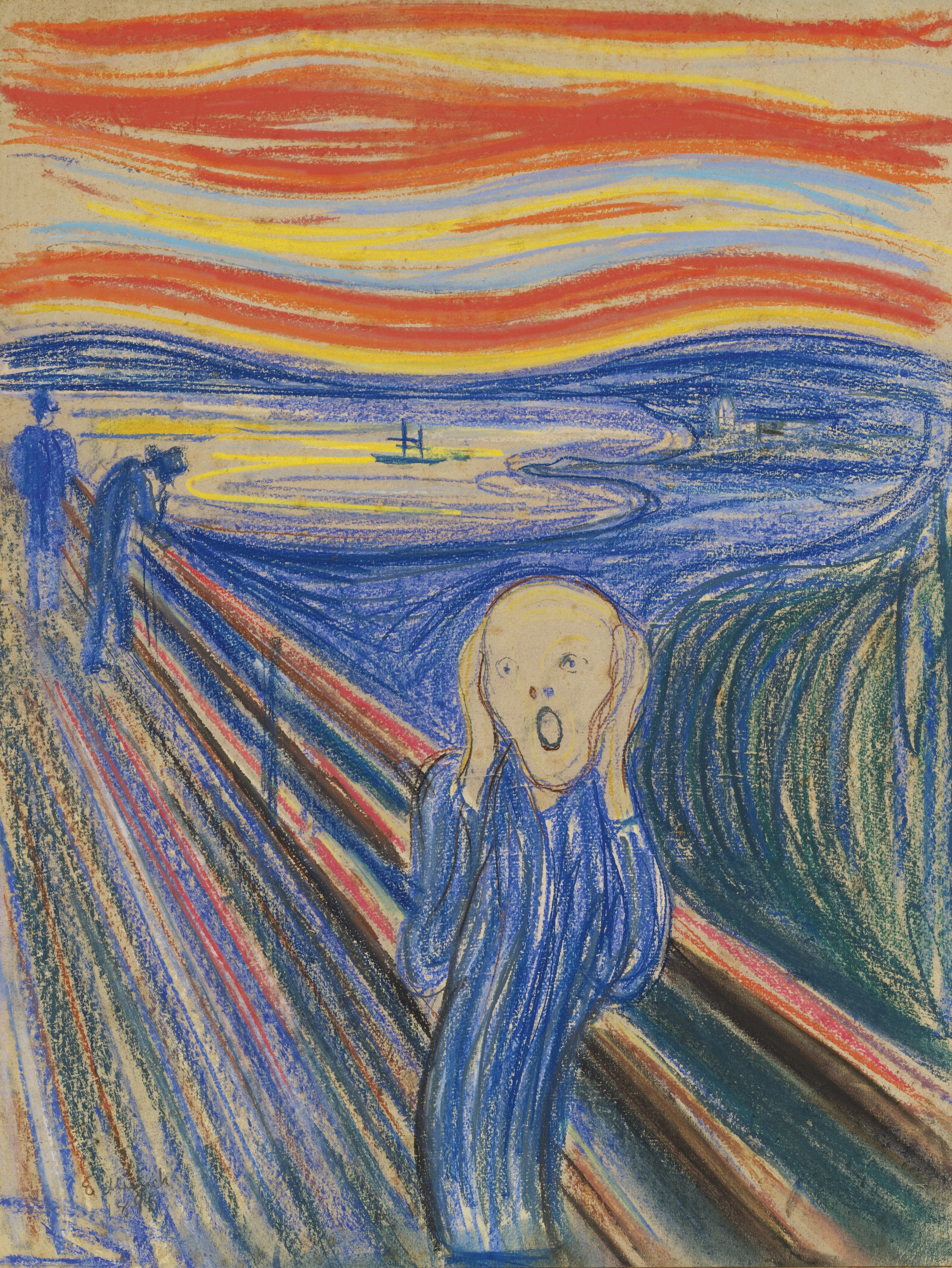
Edvard Munch: Der Schrei, Pastellversion von 1895, erworben von Arthur und Eugen von Franquet

Munch blieb mit einigen Unterbrechungen bis 1896 in Berlin. Die meisten Sammler und Galeristen, obgleich sie die Richtungen Moderner Kunst vertraten, beabsichtigten jedoch nicht, mit dem schwierigen Künstler ins Geschäft zu kommen. Von gelegentlichen Bildverkäufen abgesehen – wie an Walther Rathenau, Harry Graf Kessler, den Juristen, Kunsthistoriker und Unternehmer Eberhard von Bodenhausen und die Sammler Eugen und Arthur von Franquet – waren Munchs Einkünfte eher gering. Weitere Käufer stammten zumeist aus Kreisen des wohlhabenden und gebildeten Judentums der Stadt, wie etwa der Literatur- und Kunsthistoriker Julius Elias.
Diese Gruppe von Sammlern „fand ihre Bilder nicht in den großen Berliner Kunstausstellungen, die unter Aufsicht Werners jährlich organisiert wurden. Die Epoche, in der diese unüberschaubaren und konservativen Ausstellungen den Ton der Berliner Kunstwelt bestimmten, leitete mit dem Fall Munch ihren Niedergang ein, auch wenn der Preußische Staat weiterhin große Ankäufe aus den Ausstellungen tätigte“, schrieb Reinhold Heller. Doch Munch musste noch im Herbst 1893 auf eigene Kosten Räume anmieten, um seinen Bilderzyklus Die Liebe zu zeigen, eine Vorstufe seines Lebensfrieses. Im Dezember 1895 stellte ihn die neue Galerie von Ugo Baroccio (Unter den Linden 16) aus, da Munch inzwischen bereit war, auch billiger und leichter verkäufliche Druckgrafik seiner Bildthemen zu schaffen.
Den künstlerischen Durchbruch erreichte Munch erst mit der Sezessionsausstellung von 1902, nachdem sich Paul Cassirer als Sekretär der Berliner Secession für eine Beteiligung Munchs eingesetzt hatte. Aus Protest dagegen erklärten 16 Mitglieder ihren Austritt. Dies brachte der Secession die angenehme Lage, dass sie auf diese Weise die Traditionalisten in ihren Reihen loswurde. Zu einer weiteren Differenzierung der Moderne kam es schließlich 1910, als Künstler des Expressionismus von der Jury der sezessionistischen Jahresausstellung abgewiesen wurden; sie gründeten unter der Führung Max Pechsteins die „Neue Secession“.

## Weiterführende Literatur
- Dominik Bartmann: Anton von Werner. Zur Kunst und Kunstpolitik im Deutschen Kaiserreich.  Berlin, Deutscher Verlag für Kunstwissenschaft 1985. ISBN 3-87157-108-3.
- Georg Bollenbeck: Tradition, Avantgarde, Reaktion. Deutsche Kontroversen um die kulturelle Moderne. 1880–1945. Frankfurt am Main: Fischer 1999
- Ulrich Brömmling: Edvard Munch in Berlin. Reihe Stationen, Band 29. Morio Verlag  2017 ISBN 978-3-945424-64-3
- Indina Kampf: Die deutsche Kritik 1892–1902. In: Munch und Deutschland, hrsg. von Dorothee Hansen, Hamburger Kunsthalle. Gerd Hatje, 1994
- Monika Krisch: Die Munch-Affäre – Rehabilitierung der Zeitungskritik. Eine Analyse ästhetischer und kulturpolitischer Beurteilungskriterien in der Tagespresse zu Munchs Ausstellung. Tenea 1997. ISBN 3-932274-02-4.
- Wolfgang J. Mommsen: Bürgerliche Kultur und künstlerische Avantgarde. 1870–1918. Kultur und Politik im deutschen Kaiserreich. München: Ullstein 1994